# Roger de Pins
Roger de Pins, Rogerius Pinaeus, Rogerus de Pinibus (zm. 28 maja 1365) – 29 wielki mistrz zakonu joannitów w latach 1355–1365. Był znany z działalności dobroczynnej.